# Bellevue Chopin
Bellevue Chopin ist ein Ort im Südwesten von Dominica. Die Gemeinde hatte im Jahr 2011 517 Einwohner. Bellevue Chopin liegt im Parish Saint George.

## Geographische Lage
Die Ortschaft liegt westlich von Pichelin und östlich von Loubiere.